# Wissenschaftlicher Sozialismus
Der Begriff Wissenschaftlicher Sozialismus steht insbesondere zu Beginn des 19. Jahrhunderts in Europa für die Suche nach einem wissenschaftlichen Begriff für jene Gesellschaftswissenschaft, die im Zusammenhang mit kommunistischen Vorstellungen entwickelt wurde (analog zur Soziologie). Heute wird hauptsächlich der Ansatz von Karl Marx und Friedrich Engels zur Analyse der bürgerlichen Gesellschaft und der Bedingungen einer sozialistischen Entwicklung darunter verstanden. Auch in den speziell von Lenin und Stalin entwickelten Dogmen der Sowjetideologie und in der wissenschaftlichen Literatur der DDR ist der Begriff oft zu finden.

## Entstehung des Begriffs
Pierre-Joseph Proudhon benutzte in seinem Buch „Qu'est-ce que la propriété? Ou recherches sur le principe du droit du gouvernement“ erstmals den Begriff „socialisme scientifique“.
Karl Marx nutzte den Begriff Wissenschaftlicher Sozialismus, um sich gegen Ansätze der Frühsozialisten abzusetzen. Später hat Friedrich Engels in der Debatte gegen Dühring den Begriff Marx’ in einer Weise zugeordnet (Schöpfer des W. S.), die der Verwendung eines „marxistischen Lehrgebäudes“ Vorschub leistete. Für Engels stellte die Herleitung der Ausbeutung der Arbeiterklasse im Kapitalismus und die materialistische Geschichtsauffassung jene zwei großen Entdeckungen Marxens dar, die den Sozialismus zu einer Wissenschaft erhoben hätten. Jedoch auch Marx selbst hat diese Debatte von Engels als Einführung in den wissenschaftlichen Sozialismus bezeichnet.
Der Ansatz von Marx und Engels ist in der frühen Schrift Die deutsche Ideologie zu finden, die 1845 als Formulierung eines gemeinsamen Standpunktes zur Basis für die weitere Zusammenarbeit beider entstand, aber erst 1933 veröffentlicht wurde.

## Begriffsbestimmung im Sinne von Marx und Engels
Im Sinne eines Begriffs in Anlehnung an Marx und Engels gibt es eine Strömung in der sozialistischen Bewegung seit dem 19. Jahrhundert, die sich auf die wissenschaftliche Analyse von Gesellschaft und Wirtschaft beruft, um die Möglichkeiten für eine Umwälzung (Revolution) der Gesellschaft konkret einzuschätzen. Als unzureichend galt beiden lediglich einem Wunsch, einer Idee zu folgen (zum Beispiel Utopischer Sozialismus; Anarchismus), um eine klassenlose Gesellschaft durchzusetzen.
Es findet sich darin eine der frühen Formulierungen eines Menschenbildes, welches das freie, nicht-entfremdete, umfassend gebildete Individuum in den Mittelpunkt der Gesellschaftstheorie stellt. Gegenüber dem Einsatz von Arbeitern als reine Ergänzung, als Werkzeuge der Maschine unter ihrem Takt nach dem Plan des Kapitalisten in der frühen Industrie führe die sozialistische Produktion zur Aneignung der Produktivkräfte durch die Arbeiter: „Die Aneignung einer Totalität von Produktionsinstrumenten ist schon deshalb die Entwicklung einer Totalität von Fähigkeiten in den Individuen selbst.“ Die kapitalistische Arbeit ist durch Enteignung der Fähigkeiten des Arbeiters (wie noch im Handwerk) und der Übertragung produktiver Kenntnis in die Verfügung des Kapitalisten (Planungsbüro, Patente…) gekennzeichnet.
Es ging darum, dem Schöpfungsakt der Welt durch Gott, der bis dahin durch die christlichen Kirchen als Dogma, als allein gültige Idee (Idealismus) verteidigt wurde, eine den neuen Naturgesetzen (Laplace …) entsprechende materialistische Philosophie entgegenzustellen. Materialismus ist die Philosophie, die Entstehung der Welt aus sich selbst heraus zu erklären. Gegen Idee und Utopie wurde die positive objektive Geschichtsschreibung gesetzt (damit wurde auch an Formulierungen von Auguste Comtes Cours de philosophie positive angeknüpft, der Marx/ Engels allerdings als Reaktionär galt). Vereinfacht ließe sich von positivistischer Aneignung des Stoffes bei dessen dialektischer Darstellung in der marxschen Forschungsarbeit reden.
Es wird wissenschaftstheoretisch an die Methoden der Naturwissenschaften angeknüpft, denen zunehmend gelang, mit allgemeinen „Gesetzen“ die Natur zu beschreiben. Es ging darum, die Analyse in der Gesellschaftswissenschaft ebenfalls als (nomologische) „große Theorie“ zu fassen, Gesellschaft als „Totalität“ (Ganzheit) zu analysieren. „Da, wo die Spekulation aufhört, beim wirklichen Leben, beginnt also die wirkliche, positive Wissenschaft, die Darstellung der praktischen Betätigung, des praktischen Entwicklungsprozesses der Menschen.“ Solche Ansätze fanden sich durchgängig in der frühen Soziologie. Die große Theorie, der Versuch, die Welt auch geisteswissenschaftlich in einem Wurf zu fassen (etwa entsprechend dem Darwinschen Ansatz), wurde später durch die Ansätze des Historischen Materialismus und des Dialektischen Materialismus weiter in Richtung einer Naturgesetzlichkeit (gleichgesetzt mit Wahrheit) zum Dogma entwickelt.
Der Wissenschaftliche Sozialismus, wie Marx und Engels ihn sahen, ist vergleichbar mit der Evolutionstheorie, auch wenn durch sie selbst mit den Hinweisen auf den Klassenkampf und die Stadien der historischen Entwicklung die revolutionäre Entwicklung betont wurde. Das hatte auch mit der aktuellen, revolutionären Situation Mitte des 19. Jahrhunderts zu tun. Der Beweggrund der Entwicklung ist dennoch nicht die Revolution, sondern die Arbeit (Basis), die zu revolutionären Angleichungen in der Politik und Kultur führen kann (Überbau) – oder auch nicht: „Sozialismus oder Barbarei“ schien Marx die Alternative.

## Die Deutsche Ideologie
Mit den Bänden Das Kapital wurde Karl Marx zum Autor der zentralen Analyse der Bewegungsgesetze des kapitalistischen Systems im 19. Jahrhundert (vornehmlich in England). Angeregt wurde er – was oft vergessen wird – durch eine skizzenhafte ökonomische Analyse Friedrich Engels’ Umrisse zu einer Kritik der Nationalökonomie (1844; von Marx „geniale Skizze“ genannt).
Durch eine gemeinsame Schrift von 1845, die der eigenen Selbstverständigung zwischen Marx und Engels galt, der Deutschen Ideologie, gelten heute beide gleichermaßen als Begründer des Wissenschaftlichen Sozialismus.
Die Schrift Die deutsche Ideologie wurde erst in den 30er Jahren des 20. Jahrhunderts veröffentlicht (beispielsweise Lenin und Luxemburg blieb sie unbekannt). Sie enthält in einem kurzen Abriss zur Geschichte die Grundvorstellung beider zur gesellschaftlichen Entwicklung. Die Kritik der politischen Ökonomie, so der Untertitel der Bände des Kapitals, analysiert dann spezieller die Bewegungsgesetze des aus Geld und Lohnarbeit entstandenen Kapitals.
Wissenschaftlicher Sozialismus steht dabei gegen Strömungen wie zum Beispiel den utopischen Sozialismus. Neben der dialektischen Methode von  Hegel, die Marx ‚vom Kopf auf die Füße stellte‘, ging es methodisch darum, nicht zu fordern, was nicht „real“ umsetzbar, was nicht im Schoße des Alten gereift sei. „Der Kommunismus ist für uns nicht ein Zustand, der hergestellt werden soll, ein Ideal, wonach die Wirklichkeit sich zu richten haben [wird]. Wir nennen Kommunismus die wirkliche Bewegung, welche den jetzigen Zustand aufhebt“, heißt es in der Deutschen Ideologie. „Es genügt nicht, dass der Gedanke zur Verwirklichung drängt, die Wirklichkeit muss sich selbst zum Gedanken drängen.“ Und als Triebkraft gesellschaftliche Entwicklung wird wesentlich die Arbeit, die gesellschaftliche Arbeit verstanden.
In der antagonistischen (unversöhnlichen) Gegenüberstellung von Kapital und Arbeit, vertreten durch die Charaktermasken Kapitalist und Arbeiter, die die sich gegenseitig bedingenden Hauptklassen (nicht die einzigen) in der kapitalistischen Gesellschaft stellen, überschreite sich das Kapital selbst. Die Entwicklung der Produktivkräfte (Maschinen bis hin zum Know-how, also auch dem geistigen Anteil daran) sprenge aber zugleich die Bedingungen der kapitalistischen Wirtschaftsweise; durch Rationalisierung (tendenzieller Fall der Profitrate) hebe sie die Arbeit auf, untergrabe also auch ihre eigene Grundlage, die Ausbeutung der Arbeiter und der Natur. Im Kapital wird unter anderem die Funktion des Geldes, die Mehrwertproduktion und -aneignung, die Verelendung der arbeitenden Klassen analysiert.

## Das Sein bestimmt das Bewusstsein
Der humanistische Aspekt findet sich in der Deutschen Ideologie bereits skizziert. „Es wird“ – heißt es dort – „von den wirklichen tätigen Menschen ausgegangen und aus ihrem wirklichen Lebensprozess auch die Entwicklung der ideologischen Reflexe und Echos dargestellt.“ Nicht die Ideen der Menschen bestimmten die Geschichte, sondern die materiellen Bedingungen, die sie vorfänden, bestimmten die Ideen, den Geist, das Bewusstsein, also: „Das gesellschaftliche Sein bestimmt das gesellschaftliche Bewusstsein.“
Bei dieser Aussage ist erstens zu bedenken, dass sie im 19. Jahrhundert gemacht wurde, zu einer Zeit, als zum Beispiel Charles Darwin seine Evolutionstheorie im Dissens mit der Kirche zurückhaltend formulierte, die allein die göttliche Schöpfung der Welt anerkannte und keine irgendwie geartete Entwicklung des Menschen (gar aus dem Affen) akzeptierte (Literatur: Ernst Mayr: … und Darwin hat doch recht, München 1994). Zweitens stand sie für Marx und Engels im Rahmen ihrer dialektischen Methode (nicht dialektischer Materialismus). Das heißt, sie gingen von einer gegenseitigen Abhängigkeit und Bestimmung von Sein und Bewusstsein aus. Das Bewusstsein (die Idee) gehört zum Sein, das somit auch vom Bewusstsein abhängig ist und nicht mechanisch abläuft, was einer teleologischen Auffassung entspricht, wie von Sozialdemokraten und Kommunisten zu Beginn des 20. Jahrhunderts überwiegend vertreten. Der Sozialismus käme also quasi wie von selbst.

## Arbeitsteilung und Privateigentum an den Produktionsmitteln
Der entscheidende Faktor der Dialektik ist in dieser Vorstellung für das Sein der Menschen die Arbeit. Der Mensch entwickelt sich entsprechend seiner Umwelt, erfüllt sich durch eine schöpferische Auseinandersetzung mit seinem Sein und verändert durch diese Arbeit die Welt und damit seine Umwelt und so sich selbst – von den Gruppen der Sammler und Jäger über die Sklavenhaltergesellschaft und der bäuerlichen (feudalistischen) zur kapitalistischen Gesellschaft. Und es verändert sich in diesem Prozess die Arbeit selbst.
Es entsteht die Arbeitsteilung. Die erste urwüchsige Arbeitsteilung – heißt es in der Deutschen Ideologie – sei die von Mann und Frau, erste gesellschaftliche Arbeitsteilung die von Stadt und Land. Mit der Arbeitsteilung entstehe das Eigentum; Teilung der Arbeit und Privateigentum – gemeint ist nicht persönliches Eigentum, sondern das an Produktionsmitteln, mit dem andere ausgebeutet werden können – sind „identische Ausdrücke – in einem wird in Beziehung auf die Tätigkeit dasselbe ausgesagt, was in dem anderen in Bezug auf das Produkt der Tätigkeit ausgesagt wird.“
Arbeitsteilung und Eigentum führen zur Entfremdung. Die konkrete Arbeit werde entfremdet, weil sie aufhöre, ein Teil der Natur des Arbeiters zu sein (wie noch tendenziell beim Handwerk). In der Familie schaffe zwar die Frau die Grundlage für die Produktion des Mannes, dennoch eigne dieser sich das Eigentum an deren beider Produktion an. Deutlich werde dies erst, wenn Überschüsse produziert würden, die als Ware verkauft werden. Gleichzeitig entfremde der Mann sich aber auch von seinem Produkt, der Ware.
„Die Teilung der Arbeit wird erst wirklich Teilung von dem Augenblicke an, wo geistige und materielle Teilung der Arbeit“ eintritt, mit ihr sei „zu gleicher Zeit auch die Verteilung, und zwar die ungleiche, sowohl quantitative wie qualitative Verteilung der Arbeit und ihrer Produkte gegeben, also das Eigentum, das in der Familie … seine erste Form hat.“
Aus dem Eigentum, später primär aus dem Eigentum an Produktionsmitteln, entstehe Herrschaft. Und zwar in ihrer vollendetsten Form bei (faktisch) weitgehender Vergesellschaftung der Produktion und gleichzeitig privater Aneignung durch wenige Kapitalisten. Weitgehende Vergesellschaftung meint, dass die Arbeiter durch Kenntnisse der Arbeitsabläufe die eigentlichen „Herren“ der Produktion sind. So haben sich – nach Marx und Engels – durch die Teilung der Arbeit die gesellschaftlichen Hauptklassen, Lohnarbeiter und Kapitalisten (neben weiteren Nebenklassen), gebildet, die sich unversöhnlich gegenüberstehen. Die Geschichte der Menschen sei daher eine Geschichte von Klassenkämpfen, der Arbeiter wende sich dabei gegen die Ausbeutung seiner Arbeit durch die Aneignung des von ihm geschaffenen Mehrwerts (gegenüber dem von ihm dabei bloß verdienten geringen Lohn).

## Voraussetzungen für eine neue Gesellschaft
Erst im Kapitalismus seien die Produktivkräfte aber so weit entwickelt, dass die Existenzkämpfe um Lebensmittel aufhören. Erst hier werde der Widerspruch von Lohnarbeit und Kapital so deutlich, dass die Arbeiterklasse diesen erkennen und in politisches Handeln umsetzen könne (als „Klasse für sich“ – gegenüber der „Klasse an sich“ zuvor). Erst jetzt (Mitte des 19. Jahrhunderts) sei die Arbeiterklasse auch zahlenmäßig stark genug, um die soziale Revolution durchzusetzen. Erst hier seien die Produktivkräfte weit genug für die sozialistische Gesellschaft entwickelt.
Diese neue Gesellschaft – so die Autoren des wissenschaftlichen Sozialismus – entwickle sich als Keim im Schoße der alten. Die bisherigen Revolutionen der bürgerlichen Gesellschaften hätten nur die Machtverhältnisse unter den Klassen geändert, die sozialistische Revolution ändere aber die Art der Tätigkeit der Menschen und hebe damit durch die neue Verbindung von Hand- und Kopfarbeit die Entfremdung auf (die von der Arbeit und sich selbst). Dann beginne die wahre Geschichte des Menschen.
(Nachzulesen im Vorwort zur „Kritik der politischen Ökonomie“ von Karl Marx)
Das Ziel des Sozialismus sei die Emanzipation des Menschen, die Entwicklung der individuellen Persönlichkeit durch Selbstverwirklichung innerhalb des Prozesses eines produktiven Verhältnisses von Mensch und Natur. Es ging Marx und Engels – gegenüber einem rohen Kommunismus der Gleichmacherei – um eine neue Epoche, in der gelten solle: „Jeder nach seinen Fähigkeiten, jedem nach seinen Bedürfnissen.“
Als Voraussetzung galt ihnen dabei also ein gewisser Reichtum der Gesellschaft und eine bereits fortgeschrittene Vergesellschaftung besonders der Produktionsmittel „im Schoße des Alten“, wie es sich in England mit der schon entwickelten Industrie bereits abzeichne (aber nicht in Russland 1917). Die Revolution, die sie sich in den Frühschriften noch als relativ blutiges Ereignis vorstellten, solle dann die reale Entwicklung auch in der politischen Macht darstellen, vorerst durch die Herrschaft der Arbeiterklasse im Staat, die die Diktatur der Bourgeoisie ablösen solle. Der Staat würde im weiteren Prozess der Vergesellschaftung absterben, formulierte Engels später, politische Herrschaft fände so ihr Ende. Im Vorwort zum zweiten Band des Kapital spricht er davon, dass Karl Marx sich in England eine revolutionäre Umwälzung über das Parlament habe vorstellen können.

## Sonstiges
Im Unterschied zu den oben stehenden Erklärungen bestand für Marx das zentrale Gewicht der Frage der menschlichen Entwicklung nicht im bloß technisch-ökonomischen Fortschritt, sondern vor allem in ihrer Universalität. Von diesem Standpunkt aus kritisierte Marx seine utopistischen Vorgänger wie Fourier und Proudhon, die zwar auch sozialistische Gesellschaftsmodelle entworfen hatten, aber nicht wussten, wie sie ihre Sozialismus-Modelle praktisch umsetzen könnten. Erst mit Marx wurde es klar, dass die Menschen (wenigstens in Europa und in den USA) die bestehenden staatlichen, religiösen usw. Grenzen mit den bürgerlichen Revolutionen so weit zurückdrängten, dass nun im Schoße der liberalen Welt schließlich der seit vielen Jahrhunderten erträumte Sozialismus aufblühen konnte. Die Träger der neuen Gesellschaft würden die Proletarier heißen, die bei ihrer Forderung nach Freiheit und Universalität viel radikaler vorgehen würden als ihre liberalen Vorkämpfer. Die sozialistische Revolution musste nämlich (wenigstens in der zivilisierten Welt) den Arbeitszwang endgültig abschaffen. Dazu war und ist vor allem eine internationale Arbeiterorganisation nach dem Modell der Ersten Internationale nötig.